# Денке, Карл
Карл Денке (нем. Karl Denke, 11 февраля 1860 — 22 декабря 1924) — немецкий серийный убийца.

## Биография
Карл Денке родился в фермерской семье в Оберкунцендорфе, Силезия в Королевстве Пруссии (ныне Польша).
В детстве Денке страдал задержкой развития, говорить он учился очень медленно и с большим трудом. В первые годы обучения в школе учителя оценивали его как умственно отсталого, заторможенного и ленивого, но позже его успеваемость улучшилась. За исключением старшего брата, у него не было никаких социальных связей и друзей. Он страдал от ночного энуреза, пока не стал подростком. Его родственники описали его как "оцепеневшего".
После окончания школы Денке работал в бизнесе своего отца. В 22 года он тайно покинул родительский дом и вернулся только через девять месяцев, не объяснив, где находился.
После смерти родителей его братья и сестры попытались оставить Денке при себе и нанять их в бизнес. Это удалось лишь на короткий период времени, вскоре Денке переехал в Мюнстерберг, где сначала поселился в небольшой квартире, а позже купил участок земли. Когда братья и сестры Денке узнали, что покупная цена примерно в три раза превышает фактическую стоимость собственности, они попытались добиться признания Денке недееспособным, чтобы оспорить сделку. Несмотря на многочисленные показания других граждан в поддержку этого запроса, запрос был отозван из-за опасений, что Денке может проявить агрессию и причинить им вред.
После заявления о недееспособности Денке стал все более подозрительным и дистанцировался по отношению к другим людям. Он зарабатывал на жизнь плетением корзин и изготовлением хлебных мисок и считался трудолюбивым и сдержанным. Соседи оценили его как отзывчивого, своеобразного и молчаливого человека. Его привычка предоставлять еду и кров бродягам принесла ему прозвище «Папа Денке» в округе. По другим сведениям, он работал помощником органиста в местной церкви, и пользовался уважением со стороны общества.

## Покушение на Винценца Оливье, арест и смерть
В ночь на 21 декабря 1924 года соседи отправили к Денке рабочего-мигранта Винценца Оливье. Денке сначала угостил Оливье соленым мясом, а затем предложил тому заработать, написать письмо за 20 пфеннигов. Во время диктовки Денке напал на рабочего-мигранта сзади с топором. Поскольку Оливье тем временем обернулся, он был ранен и смог сбежать из квартиры. Денке был арестован за нападение на человека с топором в собственном доме. Спешившие на помощь соседи не поверили мастеру, поэтому Оливье арестовали, поскольку он хотел скрыться незамеченным. Когда на следующий день он предстал перед судьей, ему удалось убедить его на время арестовать Денке. Полиция провела обыск в доме Денке и нашла человеческую плоть в огромных флягах. Там были обнаружены также многочисленные человеческие останки, среди которых 420 зубов, 480 костей скелета, и приготовленные для пищи останки жертв. Были найдены также подтяжки и шнурки, изготовленные из человеческой кожи. Утверждения о том, что он продавал части тел жертв на еженедельном рынке во Вроцлаве, оспаривались как следователем, ведущим это дело, Фридрихом Петруским, тогда исполнявшим обязанности руководителя Вроцлавского института судебной медицины, так и представителем рынка. Полицейские обнаружили у него бухгалтерский отчет, в котором написано, что с 1903 по апрель 1924 года Денке убил 30 человек, но 31-я жертва смогла спастись.
Спустя два дня после своего ареста Карл Денке повесился в тюремной камере. Самоубийство Денке заканчивает судебное дело: в отсутствие точной информации число жертв, мотивация и детали преступлений остаются неизвестным. Важные детали его действий и информация о его жертвах остались неясными. В частности, не выяснен до конца мотив преступления Денке.
В том же году в Ганновере был арестован серийный убийца Фриц Хаарманн и тогда же были раскрыты преступления Карла Гроссмана из Берлина. Появились параллели. Денке также называли «силезским Хаарманном» в честь Хаарманна, который был осужден за четыре дня до того, как преступления Денке были раскрыты. Другие названия были «Папа Денке» или «Каннибал Мюнстерберга».

## Судебная ошибка
В 1910 году мясник Эдуард Траутманн был арестован за убийство, совершенное Денке, и в 1911 году приговорен к пятнадцати годам тюремного заключения за непредумышленное убийство в Глатце. Невиновный каторжник был освобожден в 1922 году за примерное поведение, а судебная ошибка была обнаружена только после самоубийства Денке.